# Ejiri-juku
Ejiri-juku (jap. 江尻宿 Ejiri-juku) – osiemnasta z 53 stacji szlaku Tōkaidō, położona obecnie w mieście Shizuoka, położona 3,4 km od poprzedniej stacji - Okitsu-juku.

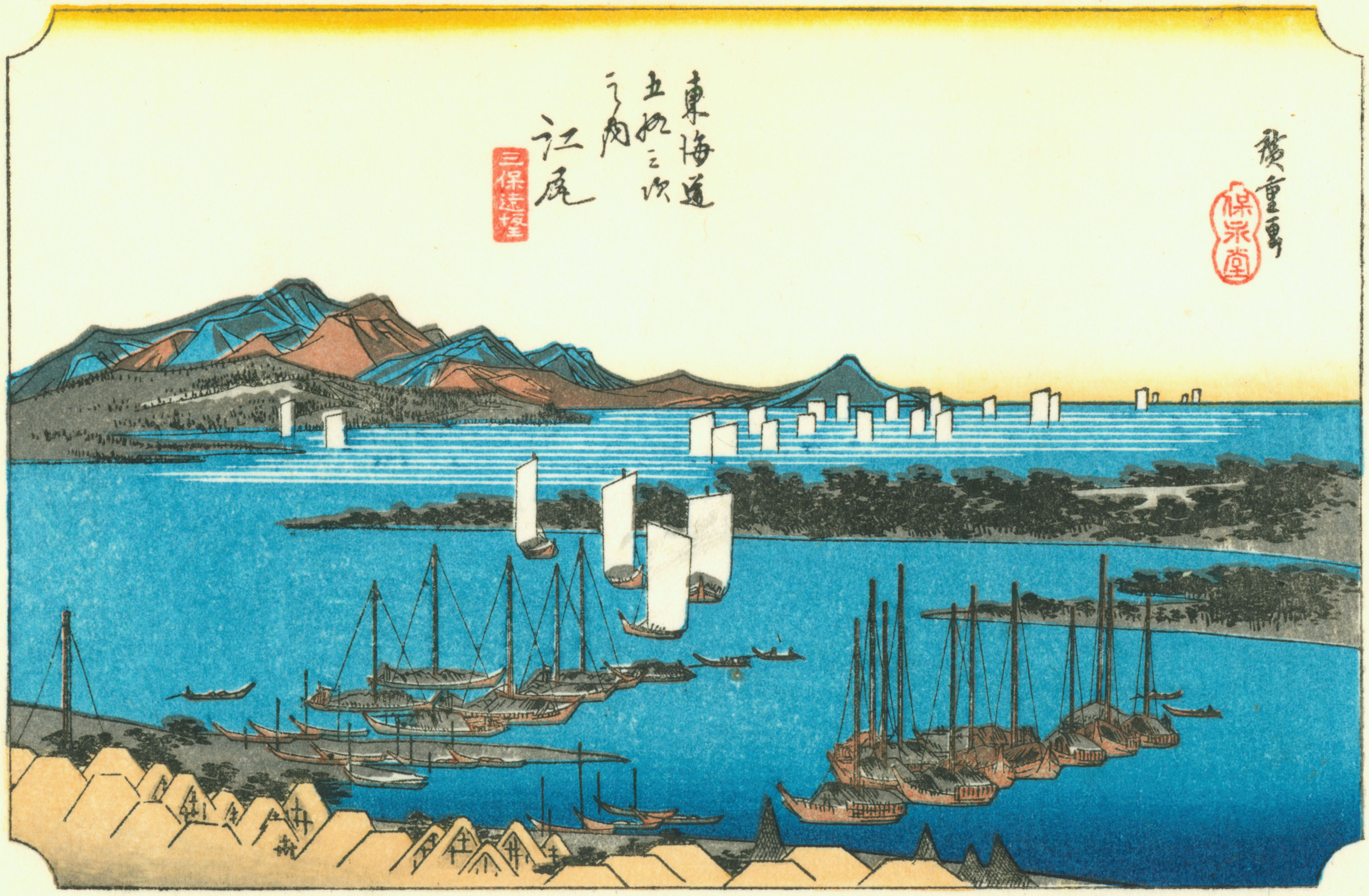
Stacja w latach 30. XIX wieku, Hiroshige Andō

Tutejszy zamek został zbudowany w 1570, a shukubą Ejiri zostało w XVII wieku. Było tu 1340 budynków, w tym dwa honjiny, trzy sub-honjiny, 50 hatago. Populacja wynosiła około 6500.